# アッカデーミア橋

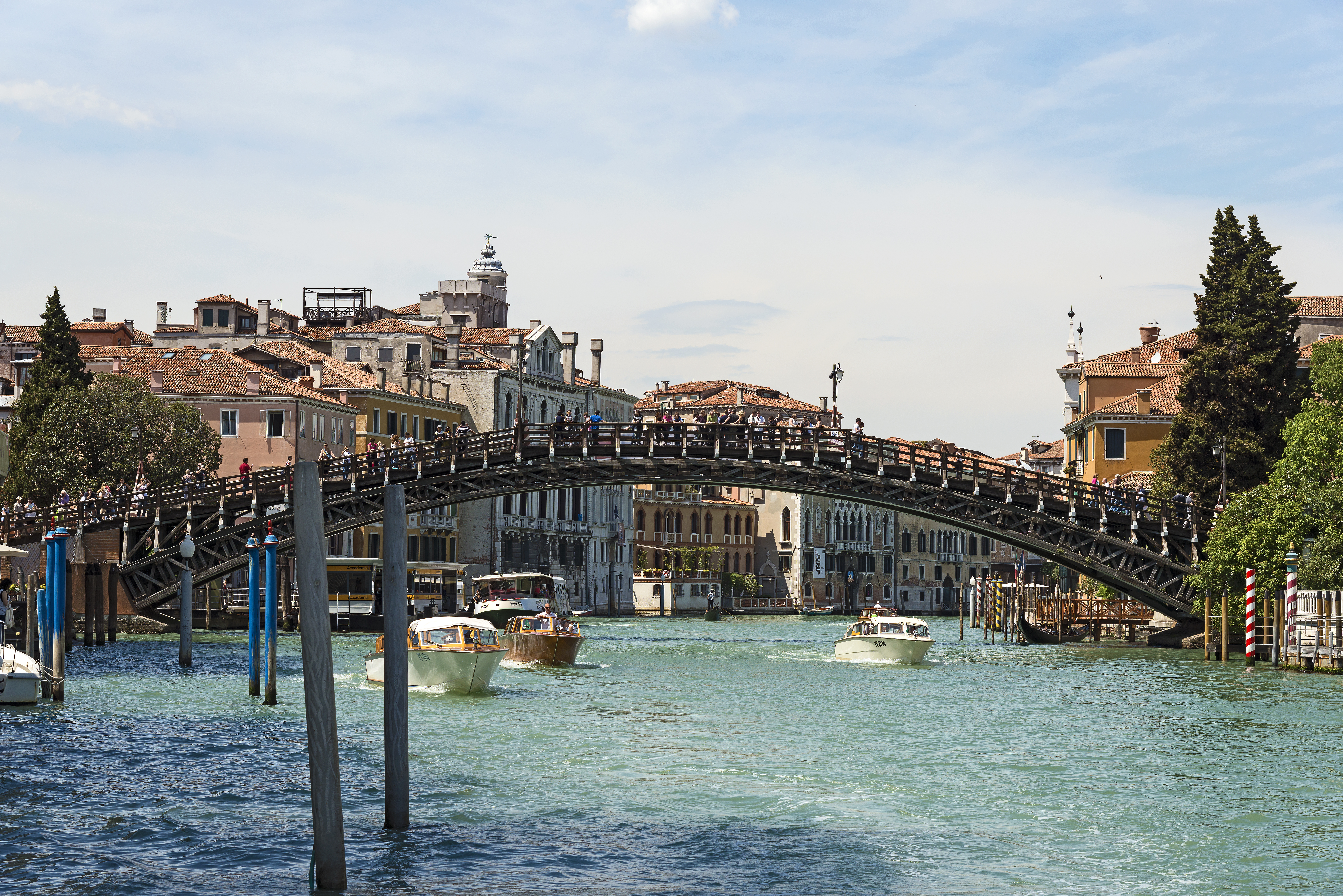
Ponte dell'Accademia

アッカデーミア橋(Ponte dell'Accademia)は、ヴェネツィアにある橋で、最初は鉄製の橋として1854年11月20日に開通した。
アッカデミア橋、アカデミア橋とも。
老朽化により、石造りの橋を建築するコンクールが宣言された。
勝利者(TorresとBriazza)のプロジェクトは実現されず、橋は技師エウジェニオ・ミオッツィ(Eugenio Miozzi, 1889年-1979年)により木製の橋として建設され、1933年1月15日に開通した。
次に造られる橋は、元通りの鉄製の橋にしようという声が上がっている。
リアルト橋、スカルツィ橋(これもミオッツィの計画) および2008年開通したコスティトゥツィオーネ橋とともに、カナル・グランデにかかる4つの橋の1つである。

## 関連事項
- アカデミア美術館